# Ларди, Урсина
Урсина Ларди (род. 19 декабря 1970 года в Самедане) — швейцарская актриса театра и кино, преимущественно работающая в Германии.

## Биография
Ларди родилась в Самедане (кантон Граубюнден). Её родной язык — итальянский, она также владеет романшским. Немецкий Ларди выучила после переезда в немецкоговорящую часть страны в десятилетнем возрасте. В 1992 году Ларди переехала в Берлин и поступила в Высшую школу театрального мастерства имени Эрнста Буша, которую окончила в 1996 году. Она играла в театрах Берлина (Театр имени Максима Горького, Берлинер ансамбль), Дюссельдорфа (Düsseldorfer Schauspielhaus), Франкфурта (Schauspiel Frankfurt), Ганновера (Schauspiel Hannover), Гамбурга. С 2012 года входит в труппу берлинского театра «Шаубюне».
Первая крупная кинороль Ларди — актриса Марианна Хоппе в биографическом фильме Вернера Шрётера «Королева» (2000). Актриса наиболее известна ролью баронессы Марии-Луизы в фильме Михаэля Ханеке «Белая лента», обладателе «Золотой пальмовой ветви» Каннского кинофестиваля (2009). За фильм «Эрудиция» (2012) Ларди номинировалась на премию лучшей актрисе второго плана Немецкого союза актёров театра и кино (BFFS), за фильм «Страна мечты» (2013) — получила Швейцарскую национальную кинопремию лучшей актрисе.

## Избранная фильмография
| Год  |   | Русское название        | Оригинальное название  | Роль                                              |
| ---- | - | ----------------------- | ---------------------- | ------------------------------------------------- |
| 2000 | ф | Королева                | Die Königin            | Марианна Хоппе / Marianna Hoppe                   |
| 2001 | ф | Моя медленная жизнь     | Mein langsames Leben   | Валери / Valerie                                  |
| 2005 | ф | Поцелуйчик              | KussKuss               | Тинка / Tinka                                     |
| 2007 | ф | Марморера               | Marmorera              | Доктор Александра Ковач / Dr. Alexandra Kovach    |
| 2008 | ф | Хороший парень          | Guter Junge            | Мать Патрика / Patricks Mutter                    |
| 2009 | ф | Белая лента             | Das weiße Band         | Баронесса Мария-Луиза / Marie-Louise, die Baronin |
| 2010 | ф | Убийца с камерой        | Der Kameramörder       | Ева / Eva                                         |
| 2010 | ф | Песни любви и ненависти | Songs of Love and Hate | Анна / Anna                                       |
| 2011 | ф | Приёмыши                | Der Verdingbub         | Матушка Дюррер / Mutter Dürrer                    |
| 2012 | ф | Эрудиция                | Lore                   | Мама / Mutti                                      |
| 2013 | ф | Страна мечты            | Traumland              | Лена / Lena                                       |
| 2014 | ф | Самый опасный человек   | A Most Wanted Man      | Митци Брю / Mitzi Brue                            |
| 2014 | ф | Ложь победителей        | Die Lügen der Sieger   | Коринна фон Мэй / Corinna von May                 |
| 2015 | ф | Номер 44                | Child 44               | Зина Губинова / Zina Gubinova                     |
| 2019 | ф | Безымянный день         | Der namenlose Tag      | Дорис Винтер / Doris Winther                      |